# LT14 Radio General Urquiza
LT14 Radio Nacional General Urquiza es una emisora de radio argentina fundada el 8 de julio de 1945 en la ciudad de Paraná.
Es la radio más importante en alcance y audiencia de la Provincia de Entre Ríos, cubriendo el total del territorio entrerriano, parte de la provincia de Santa Fe, norte de Buenos Aires, parte de Córdoba, Santiago del Estero, Corrientes y de la República Oriental del Uruguay. Transmite en los 1260 kHz en AM y en los 93.1 MHz en FM. Sus estudios centrales se ubican en Alameda de la Federación 126 y la planta transmisora en un predio en calle José María Gutiérrez. Allí se encuentran la antena y los equipos transmisores.

## Historia
La primera transmisión de la radio se dio el 8 de julio de 1945 con una ceremonia oficial desde sus estudios para luego dar curso a la primera transmisión desde exteriores, la presentación de una delegación artística de Radio Belgrano que venía desde Buenos Aires y que actuó en el Teatro Municipal 3 de Febrero. 
Al día siguiente se inauguró LT15 Radio Concordia. Ambas emisoras, junto a emisoras del resto del país, integraban la Cadena Argentina de Broadcasting con transmisiones desde la radio principal, LR3 Radio Belgrano desde Buenos Aires.
El fundador de la emisora fue Jaime Yankelevich, uno de los más importantes empresarios de la radiofonía argentina y considerado además el padre de la televisión. El cargo de primer director y organizador recayó en la figura de Raúl Rosales, quién luego le dejaría el puesto a Roberto Deprisco. El primer locutor que abrió la transmisión fue Carlos Felipe Castillo.
En sus comienzos la radio espacio a tres sectores bien marcados: el popular, la Iglesia y el sector militar, este último era el que tenía el poder del gobierno provincial en aquella época. Así pues las transmisiones comenzaban y finalizaban con marchas militares.
El auditorio donde actualmente funciona la emisora, fue el escenario donde artistas de toda la región -cantantes, músicos y actores teatrales, junto a músicos de la emisora- presentaron sus números artísticos ante el público presente en el mismo y aquellos que escuchaban la transmisión desde sus casas.
En esa primera etapa de la radio, el radioteatro ocupó un lugar central en la programación, contando con las actuaciones en vivo de compañías locales y productoras del interior de la provincia. Actualmente ya no se realizan actuaciones en vivo y estos grandes auditorios son ocupados por oficinas administrativas.
Desde sus comienzos solo se emitían, de lunes a viernes, dos boletines diarios del servicio informativo. Luego, en 1954, se incorporaron noticias a las 9, 10, 11 y 12, un noticiero a la tarde y otro a la noche. Ese mismo año se comenzaron a transmitir las noticias necrológicas. 
En 1961 se conforma el Departamento Informativo con personal exclusivo para redactar y difundir las noticias cada media hora, durante todo el día con flashes de noticias de último momento y un panorama informativo a la noche. Además de corresponsales en puntos estratégicos de la ciudad, de la provincia y en Buenos Aires.
A principios de los años 2000, la radio inició su transmisión a través de internet para todo el mundo junto a la edición digital de las noticias de la radio. 

## Frecuencia Modulada
Al cumplir 61 años, el 8 de julio de 2006 se presentó la FM de LT14, LRI 426 Estación de Frecuencia Modulada Baxada del Paraná, transmitiendo en los 93.1 MHz de la frecuencia Modulada. Se desarrolló un acto en el Teatro 3 de Febrero con la presencia de autoridades nacionales, provinciales y municipales.
El 16 de febrero de 2017, por decisión del gobierno nacional, la FM Baxada comienza a retransmitir la señal de Radio Nacional Buenos Aires, dando de baja su programación local.
El 1 de abril de 2020 por la frecuencia de AM se comenzó a emitir programación especial con contenidos educativos debido a la Pandemia de COVID-19, por lo que la emisora debió continuar con su programación local a través de la FM.

### Programas Históricos
- Al que madruga, Manuelito lo ayuda, con Manuel Lencina.
- El rincón de los niños, con Cristina Elizalde.
- Lo que usted pidió, con Rubén Alcázar (reemplazado por Arturo Darrichón).
- Tribuna Deportiva (aún en el aire). Este programa transmite desde sus comienzos grandes eventos deportivos, inclusive eventos internacionales.